# Волшебный конь
«Волшебный конь» — восточная сказка, входящая в канон «Тысячи и одной ночи». В центре повествования приключения персидского принца, чей отец получил в дар волшебного летающего коня. С помощью этого коня принц добывает себе возлюбленную, а когда позже её похищает коварный колдун, изготовивший коня, отправляется на её поиски, находит в Китае, освобождает и увозит к себе. Сюжет сказки проник в европейскую литературу в XIII веке, породив рыцарские романы «Клеомад» Адене ле Руа и «Мельясин, или Деревянный конь» Жирара из Амьена; отмечаются также следы оригинального сюжета в русской былине о «царстве Подсолнечном».

## Сюжет
К персидскому царю Сабуру являются три мудреца — индус, грек и перс — и предлагают его вниманию свои чудесные изделия. Индус показывает золотую статую с трубой, которая начинает трубить, если в город проникает шпион, и от звуков трубы тот падает замертво; грек приносит серебряный сосуд с золотым павлином, указывающим часы и фазы луны; старый и уродливый перс презентует царю коня из эбенового дерева, который может летать по воздуху так быстро, что за день покрывает расстояние, которое обычная лошадь не пробегает и за год. В награду за дары мудрецы просят разрешения жениться на дочерях царя, и тот даёт согласие, но младшая дочь приходит в ужас при виде перса. Принц Камар аль-Акмар заступается за сестру перед отцом, но делает это в присутствии жениха, который из-за этого начинает питать к нему вражду.
Царь предлагает сыну убедиться в чудесных свойствах деревянного коня, надеясь, что тот перестанет противиться замужеству сестры. Однако создатель коня, желая отомстить юноше, не рассказывает тому до конца, как управлять конём, объяснив лишь, как отправить его в полёт. Конь уносит Камара прочь, а его создателя заточают в темницу несмотря на его объяснения, что принц сам забыл спросить у него о том, как возвращаться. Принц же, едва не погибнув, находит пружину, заставляющую коня приземлиться, и спускается на крышу дворца в городе Сана. Проникнув во дворец, он находит там прекрасную принцессу Шемс ан-Нахар. Между ними вспыхивает чувство, но страж покоев принцессы поднимает тревогу. Царь, отец Шемс ан-Нахар, в ярости намерен казнить незнакомца, но тот заявляет, что готов на своём коне один сразиться со всем его войском. Получив в своё распоряжение волшебного коня, Камар улетает домой, где на радостях от его возвращения из темницы выпускают создателя чудесного аппарата.
Через некоторое время Камар тайно возвращается в Сану, чтобы забрать с собой возлюбленную. Прилетев с принцессой в Персию, он оставляет её и волшебного коня в саду и отправляется к родителям, чтобы привести их к ней. Тем временем колдун-перс, по-прежнему ненавидящий принца, похищает Шемс ан-Нахар и коня, выдав себя за посланника Камара, и увозит принцессу в Китай (в другом варианте — в Византию). Тамошний царь, не доверяя рассказу перса о том, что прекрасная девушка — его жена, снова бросает того в тюрьму, а сам пытается посвататься к Шемс ан-Нахар, но та прикидывается безумной.
Царь начинает поиски врача, который излечил бы принцессу. В это время в его владения прибывает Камар, разыскивающий свою возлюбленную. Услышав на рынке её историю, он переодевается мудрецом-звездочётом и в таком виде является во дворец. Принцесса при его виде успокаивается, и лжедоктор объявляет, что её необходимо отвезти за город, на место, где в неё вселился злой дух. Когда принцессу привозят за город, Камар объявляет, что злой дух нашёл себе обиталище в деревянном коне, которого необходимо доставить к нему, чтобы завершить процесс изгнания. Когда ему привозят волшебного коня, принц садится на него вместе с Шемс ан-Нахар и улетает в Персию. Вернувшись домой, Камар уничтожает волшебного коня и официально сватается к возлюбленной, а позже наследует престол.

## Истоки и влияние на фольклор и литературу других народов
Сюжет «Волшебного коня» предположительно восходит ещё к персидскому сборнику «Хезар-эфсане» («Тысяча сказок»), впервые переведённому на арабский язык в первой половине X века. Арабский текст сказки известен в частности по изданиям 1835 (Каир, так называемое «булакское» издание) и 1825—1838 (Бреслау, издание Хабихта). Второй текст был позже переведён на немецкий язык Густавом Вейлем, однако первый известный ныне перевод на европейские языки появился ещё во французском издании «Тысячи и одной ночи» Галлана (1704—1717). Рукописных арабских текстов сказки, датируемых временем до начала XVII века (времени выхода перевода Галлана), не найдено. В то же время она известна по арабским рукописям из Египта более поздних лет.
В целом сюжет соответствует типу AT 575 («Крылья принца») в международной типологии сказочных сюжетов, и различные исследователи находят параллели ему в санскритской литературе (в частности, в джайнистском изводе «Панчатантры», где плотник делает для друга-ткача, влюблённого в принцессу, деревянную птицу Гаруду). Версии сказки, известные по булакскому изданию и в особенности по изданию Хабихта, очень близки (вплоть до мелких сюжетных деталей) к рыцарским романам XIII века — «Клеомад» Адене ле Руа и «Мельясин, или Деревянный конь» Жирара из Амьена. В то же время ряд нюансов, отличающих булакское издание от издания Хабихта, делает первое, по мнению французского арабиста В. Шовена, более аутентичным и близким к гипотетическому первоисточнику романов (согласно Шовену, это мог быть средневековый перевод с арабского оригинала на испанский язык). Напротив, французский перевод Галлана отстоит дальше как от арабских текстов, так и от романов XIII века. Есть вероятность, что это стало результатом самостоятельной творческой переработки сюжета сказки французским автором; как пишет А. Н. Веселовский, «Галлан был слишком хорошим рассказчиком, чтобы удовлетворить требованиям филологически точного перевода». Возможно также, что уже Галлану сюжет был изложен с искажениями — считается, что француз услышал его, наряду с другими известными сказками, от христианина-маронита Ханны из Алеппо.
Веселовский отмечает проникновение сюжета сказки о волшебном коне в русскую былину о «Подсолнечном царстве». В былине конь превращается в «орла самолётного», на котором царевич Иван Васильевич улетает в Подсолнечное царство, где знакомится и начинает ухаживать за царевной Марьей Лиховидьевной; дальше сюжет былины уходит от сюжета арабской сказки. «Энциклопедия тысячи и одной ночи» упоминает переработанные версии сказки как в греческой литературе, так и в книге 1800 года «Сказки, анекдоты и письма» Джонатана Скотта. Возможна связь со сказкой неоконченного «Рассказа сквайра» из «Кентерберийских рассказов» Чосера, также относящегося к сказочному типу AT 575.